# Александров, Иван Петрович (художник)
Александров Иван Петрович (1779—1819) — русский художник-портретист, академик живописи.

## Биография
Родился в семье крепостного крестьянина графа Шереметева  — в селе Иванове Шуйского уезда Владимирской губернии.
С 30 мая 1800 года был определён Шереметевым в Академию художеств, где занимался под руководством профессора Г. И. Угрюмова. Вскоре он уже получил серебряную медаль за рисунок с натуры (28 августа 1801), а затем и золотую медаль за картину «Два ученика рассматривают рисунки и эстампы» (1 сентября 1803). Подучил аттестат 1-й степени и шпагу (1803). Был отпущен из крепостного состояния на волю (1803).
В 1804—1807 годах он находился в Китае, при посольстве графа Ю. А. Головкина. По возвращении в Санкт-Петербург, он представил свой альбом рисунков, выполненный в 1806 году в путешествии по Монголии. Один из рисунков, портрет зятя китайского императора Амбан-Вана, был поднесён был императору Александру I; после чего Александров выполнил его масляными красками и 1 сентября 1807 года был удостоен звания академика живописи. Затем им был выполнен портрет императора Александра I для Орловской гимназии, переданный впоследствии графу С. М. Каменскому.
С 30 марта 1808 года по 6 июня 1813 года И. П. Александров был учителем рисования в Орловской гимназии. В 1813—1814 годах он служил секретарём IV округа в Главном управлении путями сообщения, после чего был приглашён графом С. М. Каменским, для которого написал «десять портретов членов графской семьи и девять исторических и аллегорических картин из жизни графа».
Работы Александрова находятся в собраниях Государственного Русского музея и Иркутского областного художественного музея.
Скончался в Санкт-Петербурге; ранние источники указываю годом смерти 1822-й, современный источник — 1818-й, 1819 (В Юбилейном справочнике ИАХ).